# دهستان پل دوآب
دهستان پل دوآب یکی از دهستان‌های استان مرکزی است که در بخش زالیان شهرستان شازند واقع شده است. زبان مردم این نواحی لری می باشد.
روستاهای تابع آن عبارتند از: اسکان، الرج،بادامک,بصری،  پنجعلی،  تحتمحل،  جزنق،  حسن آباد،  حسین آباد،  حصار،  حمریان،  خسبیجان،  ریز،سنگر،  سوارآباد سفلی،  فر،  قلعه گاوگدار،  کلاهدوز،  کیشان،  لنجرود،  مزرعه کیشان،  مهاجران خاک،  مهاجران کمر،  مهاجران ابوالحسن،  مهدی آباد،  میان رود،  نبی دره